# Ptychadena mascareniensis
Ptychadena mascareniensis is een Afrikaanse kikker uit de familie Ptychadenidae en het geslacht Ptychadena.

## Verspreiding
De Ptychadena mascareniensis heeft een grote verspreiding, hij komt voor in de volgende landen:
Angola, Botswana, Centraal-Afrikaanse Republiek, Congo-Kinshasa, Egypte, Equatoriaal-Guinea, Ethiopië, Gabon, Ghana, Guinea, Guinee-Bissau, Ivoorkust, Kameroen, Kenia, Liberia, Madagaskar, Malawi, Mauritius, Mozambique, Namibië, Nigeria, Rwanda, Réunion, Senegal, Seychellen, Sierra Leone, Soedan, Tanzania, Zambia, Zimbabwe en Zuid-Afrika.
Het dier komt er in grote aantallen voor en gedijt in allerlei verschillende leefomgevingen, van droog struikgewas tot subtropische regenwouden. Daarom is hij niet opgenomen op de Rode Lijst van de IUCN en kreeg de status 'niet bedreigd'.

## Taxonomie
De soort werd voor het eerst beschreven in 1841 door André Marie Constant Duméril en Gabriel Bibron.

### Synoniemen
- Hyperolius idae (Steindachner, 1864)
- Hyperolius nigrescens (Steindachner, 1864)
- Rana mascareniensis Duméril & Bibron, 1841
- Rana idae Steindachner, 1864
- Rana nigrescens Steindachner, 1864
- Rana savignyi Jan, 1857